# لینگن، هرفوردشر
لینگن (به انگلیسی: Lingen) یک روستا و محله مدنی در بریتانیا است که در هرفوردشر واقع شده‌است. لینگن ۱۵۲ نفر جمعیت دارد.